# خوسيه بايس
خوسيه بايس هو لاعب كرة قدم إكوادوري، ولد في 1946 في ساو باولو في البرازيل.